# 脇田美代
脇田 美代（わきた みよ、1979年8月9日 - ）は、日本のフリーアナウンサー、圭三プロダクション所属。元山口放送（KRY）アナウンサー。

## プロフィール
詳細はテンプレート参照。2002年にKRYに入社。主にテレビ番組を担当しており、夕方のワイド番組『熱血テレビ』のMCで山口の夕方の顔として親しまれていた。2011年からは本人の念願だったというラジオ番組のパーソナリティも務めた。
地上デジタル放送推進大使もKRY代表として結成当初から担当。
映画出演の経歴も複数あり（いずれもKRYが制作に参加している）『チルソクの夏』（2009年・佐々部清監督）ではエキストラとして、『マイマイ新子と千年の魔法』（2009年・アニメ映画）では、声の出演を果たしている。
毎年恒例の『24時間テレビ 「愛は地球を救う」』では、KRY本社からの生放送パートにおいてメインキャスターを長年担当。
2011年12月に結婚を『熱血テレビ』で報告。そして同年末にKRYを退社。東京に移りフリーに転向する。
フリーに転向後は、榊原郁恵が司会を務めるBS日テレの情報バラエティで、“ウイッキーワッキー中継”を担当。
コーチングの資格を有し、講師としても活動。テレビ朝日『キス濱ラーニング3』『キス濱テレビ』に、Kis-My-Ft2とよゐこ濱口優にマナーを教える美代先生として出演。

## エピソード
- 『ズームイン!!SUPER』のKRY中継を担当していた時、司会の羽鳥慎一から、「脇田さんは（共演者の）ウチの西尾（由佳理）に、すごく似てますネー!」と言われたことがある。
- 『おもいッきりDON!』の天カメ中継をザ・たっちと担当し、趣味のフラメンコを披露。フラメンコ上級者の夏目三久から、「脇田さんの踊りは初心者ですね!」と言われていた。
- 2010年4月15日・22日放送分の読売テレビ『秘密のケンミンSHOW』（NNS全国ネット）内のコーナー「連続転勤ドラマ 辞令は突然に…」で、山口県ゆかりの人物として出演。
- 広島出身ということもあり、広島東洋カープのファン。『熱血テレビ』では巨人ファンのメインキャスター高橋裕とのトークも見られていた。
- 山口国体総合司会を山口県出身の演歌歌手、山本譲二と務めた。
- 趣味のゴルフで、山口県内のアマチュア女性ゴルファーを集めた大会にも出場。女子プロを招いてのゴルフトーナメントでは実際にトーナメントにも加わった。後日放送された特番では珍プレーが目立ったが、大いに番組を盛り上げた。
- KRYの女子アナの中では、2011年12月時点で河野康子に次いでの先輩格。その為、女子アナの中ではお姉さん的存在で、後輩の女子アナの面倒をよく見ていた。ブログなどで、後輩である小野口奈々や大河原あゆみとの交流がうかがえる。
- 番組で共演したことをきっかけに、ウイッキーさんを自宅に招くなどプライベートでも交流がある。
- 2013年3月発売のゴルフダイジェストに、担当しているゴルフ番組と杉本英世プロとの秘話が掲載された。
- 上京後は、スキューバダイビングとゴルフに、囲碁の趣味が加わった。
- スカパーで放送の「囲碁将棋チャンネル」でMCを務めた。
- 2017年4月7日に長男が誕生。

## KRY在籍時の出演番組
- 熱血テレビ（キャスター）
- Happy☆Paradise（ラジオ）
- 24時間テレビ 「愛は地球を救う」（KRYメインパーソナリティ）

## フリー転向後
- ニュースチェック11（NHK総合、スポーツコーナーナレーター）
- Sportsプラス（NHK総合、ナレーター）
- ビッグスギのSTEP UPゴルフ（テレビ埼玉）
- らくらく!大人倶楽部（BS日テレ）
- 囲碁将棋チャンネル（スカパー!）